# Jorginho (football, 1977)
Pour les articles homonymes, voir Jorginho.
Jorge Luíz Pereira de Sousa dit Jorginho est un footballeur brésilien né le 6 mai 1977 à Goiânia.

## Palmarès
- Champion du Portugal en 2006 et 2007 avec le FC Porto
- Vainqueur de la Coupe du Portugal en 2005 avec le Vitória Setúbal et en 2006 avec le FC Porto